# Gunung Picung
Gunung Picung is een bestuurslaag in het regentschap Bogor van de provincie West-Java, Indonesië. Gunung Picung telt 11.760 inwoners (volkstelling 2010).